# Ezequiel Zamora (Monagas)
Pour les articles homonymes, voir Zamora (homonymie).
Ezequiel Zamora est l'une des treize municipalités de l'État de Monagas au Venezuela. Son chef-lieu est Punta de Mata. En 2011, la population s'élève à 62 751 habitants.

## Géographie

### Subdivisions
La municipalité possède une seule paroisse civile et une parroquia capital, traduite ici par « capitale » (en italiques et suivie d'une astérisque) avec, chacune à sa tête, une capitale (entre parenthèses) :
- Capitale Ezequiel Zamora * (Punta de Mata) ;
- El Tejero (El Tejero).